# Montclair (Kalifornien)
Montclair ist eine Stadt im US-Bundesstaat Kalifornien. Sie befindet sich im Südwesten des San Bernardino Countys. Das U.S. Census Bureau hat bei der Volkszählung 2020 eine Einwohnerzahl von 37.865 ermittelt. Das Stadtgebiet umfasst eine Fläche von 14,3 Quadratkilometern.

## Geografie
Die Stadt liegt im Südwesten des San Bernardino Countys in Kalifornien. Sie grenzt im Süden an Chino, im Osten an Ontario, im Norden an Upland und im Westen an die beiden Städte Claremont und Pomona im Los Angeles County.
Durch Montclair führt die Interstate 10, eine bedeutende Fernverkehrsstraße, die Kalifornien mit Florida verbindet.
Montclair hat 36.664 Einwohner (Stand der Volkszählung 2010). Die Stadt erstreckt sich auf einer Fläche von circa 14,3 km², die komplett aus Landfläche besteht; die Bevölkerungsdichte beträgt somit 2565,9 Einwohner pro Quadratkilometer. Das Stadtzentrum befindet sich auf einer Höhe von 325 Metern.
Das Klima der Region ist durch die geographische Lage am Rand der Mojave-Wüste geprägt. Es herrschen trockene und heiße Sommer vor, während die Wintermonate mild und niederschlagsreicher ausfallen.

## Geschichte

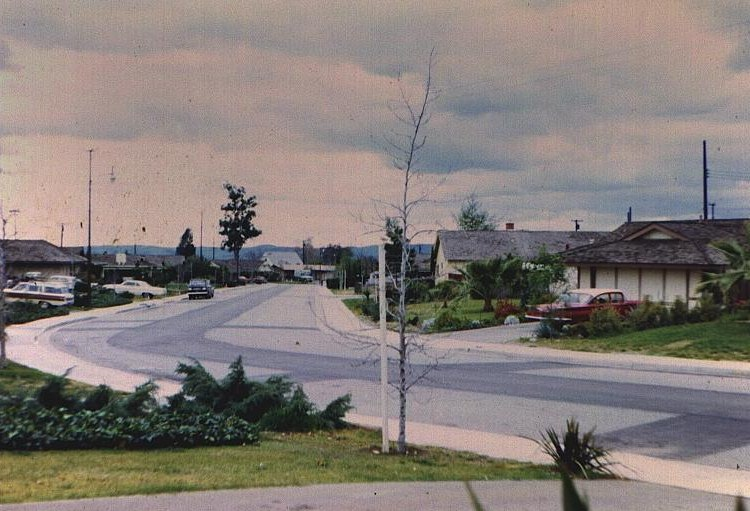
Montclair im April 1967

Die ersten bekannten Bewohner der Region waren Indianer vom Stamm der Serrano. Sie gründeten ein Dorf am Arroyo de los Alisos, der heute als San Antonio Creek bekannt ist. Der Verlauf des Baches folgte ungefähr dem der heutigen Mills Avenue, die die Westgrenze von Montclair markiert.
Im Jahr 1897 wurde auf dem Gebiet der heutigen Stadt Montclair das Township of Marquette gegründet. Drei Jahre später wurde ein 4 Quadratkilometer großes Gebiet ausgemessen, das zu einer Siedlung namens Monte Vista wurde. 1907 entstand mit Narod im Süden von Monte Vista erneut eine kleinere Siedlung. In der ersten Hälfte des 20. Jahrhunderts war die Gegend vor allem vom Anbau von Zitrusfrüchten in Obstgärten geprägt. Nach dem Zweiten Weltkrieg erhielt Monte Vista stärkeren Bevölkerungszuwachs, und am 25. April 1956 wurde die Stadt als City eingetragen. Da jedoch in Nordkalifornien eine Gemeinde bereits denselben Namen trug, konnte in der neuen Stadt kein Postamt entstehen. Aus diesem Grund wurde Monte Vista am 8. April 1958 offiziell in Montclair umbenannt.

## Politik
Montclair ist Teil des 20. Distrikts im Senat von Kalifornien, der momentan vom Demokraten Alex Padilla vertreten wird. In der California State Assembly ist der Ort dem 52. Distrikt zugeordnet und wird somit vom Demokraten Freddie Rodriguez vertreten. Auf Bundesebene gehört Montclair Kaliforniens 35. Kongresswahlbezirk an, der einen Cook Partisan Voting Index von D+15 hat und von der Demokratin Gloria Negrete McLeod vertreten wird.

## Demographie
Nach der Volkszählung im Jahr 2010 lag die Anzahl der Bewohner bei 36.664, mehrheitlich bestand die Bevölkerung aus Latinos, die im Süden Kaliforniens generell stark vertreten sind. Gegenüber dem Jahr 2000 hat sich die Stadtbevölkerung um rund 3000 vergrößert, als sie noch bei gut 33.000 Einwohnern lag. Die Volkszählung 2010 ergab außerdem, dass zum Zeitpunkt deren Erhebung 9523 Haushalte in Montclair existierten.

## Söhne und Töchter der Stadt
- Danny Califf (* 1980), Fußballspieler
- Nick Rimando (* 1979), Fußballspieler